# ИТЛ Берелеховского ГРУ
ИТЛ Береле́хского ГРУ (Исправи́́тельно-трудовой ла́герь Береле́хского райо́нного геологоразве́дочного управле́ния) — лагерное подразделение, действовавшее в структуре Дальстрой.

## История
ИТЛ Берелехского ГРУ был организован в 1951 году в качестве лагерного отделения, в том же году преобразован в исправительно-трудовой лагерь, а в 1953 году вновь преобразован в лагерное отделение. Управление ИТЛ размещалось в посёлке Нексикан, Магаданская область. В оперативном командовании оно подчинялось первоначально Главному управлению исправительно-трудовых лагерей Дальстроя, а позднее Управлению северо-восточных исправительно-трудовых лагерей Министерства Юстиции СССР (УСВИТЛ МЮ) (позднее УСВИТЛ передан в систему Министерства Внутренних Дел).
Максимальное единовременное количество заключенных могло достигать более 2 500 человек.
ИТЛ Берелехского ГРУ прекратил своё существование в 1953 году.

## Производство
Основным видом производственной деятельности заключенных были геологоразведочные и сельскохозяйственные работы.